# Старі Биги
Старі Би́ги (рос. Старые Быги) — присілок у складі Шарканського районі Удмуртії, Росія.

## Населення
Населення — 635 осіб (2010; 680 у 2002).
Національний склад станом на 2002:
- удмурти — 93 %

## Урбаноніми[3]
- вулиці — Джерельна, Механізотрів, Молодіжна, Радянська, Центральна, Шкільна